# Dominique Janssen
Dominique Johanna Anna Janssen (prononcé en néerlandais : [doːmiˈnik joːˈɦɑnaː ˈʔɑnaː ˈjɑnsə(n)]), anciennement Bloodworth le 17 janvier 1995 à Horst aan de Maas, est une footballeuse internationale néerlandaise qui joue pour le club de Manchester United et en faveur de l'équipe des Pays-Bas .
Je rajoute elle est bien moche sa tete la beurk

## Biographie

### Carrière en club
Janssen joue avec les équipes des jeunes du RKSV Wittenhorst. Lors de l'été 2013, elle rejoint le SGS Essen en Bundesliga allemande, rejetant les offres des équipes néerlandaises du PSV / FC Eindhoven et de l'AFC Ajax qui évoluent en BeNe League. Le 8 septembre 2013, elle fait ses débuts avec son club pour la première journée de championnat, lors d'un match nul sur le score de 3 à 3 contre le BV Cloppenburg en Bundesliga. Elle inscrit son premier but sous le maillot d'Essen le 3 novembre 2013 (7e journée), lors d'une victoire 5-1 contre Hoffenheim. En 2015, la Néerlandaise signe pour le club anglais d'Arsenal Ladies. Cette décision s’avère fructueuse pour elle, puisque Janssen remporte la WSL Cup en 2015 grâce à une victoire 3–0 sur Notts County en finale .
Elle joue encore une finale de Coupe la saison suivante, cette fois-ci en FA Cup, le 14 mai 2016. Arsenal bat Chelsea par un but contre zéro lors du match à Wembley, remportant ainsi sa quatorzième FA Cup,.
Après la saison 2018-2019 et 100 apparitions sous les couleurs d'Arsenal, Bloodworth s'engage avec le champion allemand, Wolfsbourg .
En 2024, Dominique Janssen quittera le VfL Wolfsburg à l’expiration de son contrat cet été. Il y a des rumeurs selon lesquelles elle pourrait revenir en Women’s Super League (WSL).

### Carrière internationale

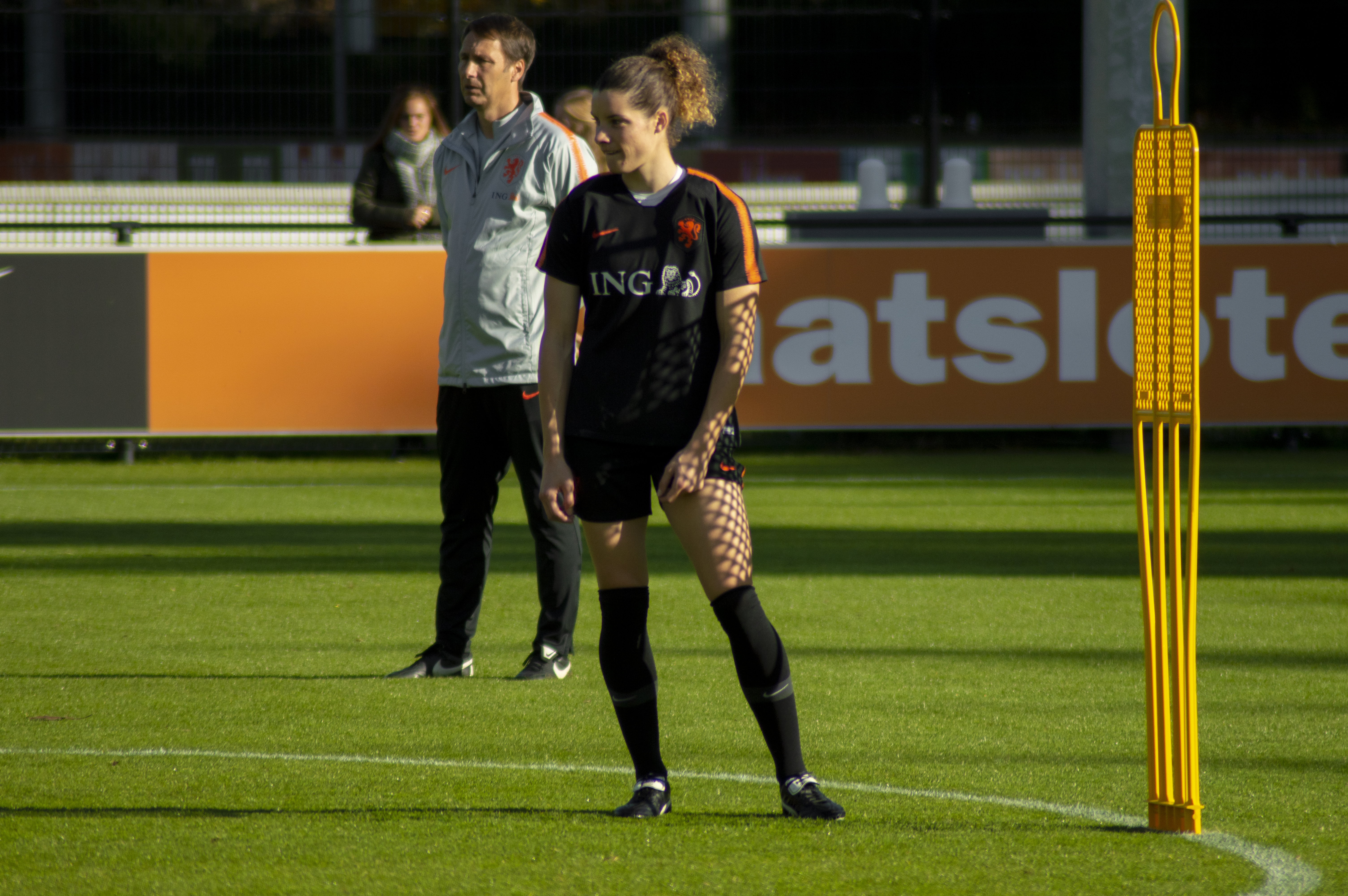
Dominique Bloodworth s'entraîne avec les Pays-Bas le 6 novembre 2018.

Janssen joue pour la première fois pour une sélection junior de la Fédération royale néerlandaise le 17 mars 2010, lors d'un match amical de l'équipe nationale des moins de 15 ans contre l'Angleterre. Elle est ensuite capitaine de l'équipe néerlandaise des moins de 17 ans, lors des matches de qualification pour le championnat d'Europe des moins de 17 ans 2012, puis lors du championnat d'Europe des moins de 19 ans 2013. En 2014, elle réussit avec son équipe à se qualifier pour la phase finale du championnat d'Europe féminin des moins de 19 ans 2014 en Norvège, où les Pays-Bas remportent le titre pour la première fois, grâce une victoire 1 à 0 contre l'Espagne. Janssen dispute les cinq matches du tournoi.
En 2014, elle est convoquée pour la première fois avec l'équipe senior, faisant partie de l'équipe néerlandaise lors du Tournoi de Chypre 2014. Le 5 mars 2014, elle fait ses débuts à la 65e minute à 2–2 contre l'Australie.
Elle fait ensuite partie du groupe néerlandais participant à la Coupe du monde 2015, et de l'équipe qui remporte l'Euro 2017. Après le tournoi de 2017, toute l'équipe se voit honorée par le Premier ministre Mark Rutte et la ministre des Sports Edith Schippers, en recevant le titre de Chevalier de l'ordre d'Orange-Nassau.
Par la suite, elle fait partie de l'équipe néerlandaise qui dispute la Coupe du monde 2019 organisée en France.

## Palmarès

### Club
Arsenal ,
- Vainqueur de la FA Cup en 2016
- Vainqueur de la FA WSL Cup en 2015 et 2018[17]

 VfL Wolfsburg :
- Championne d'Allemagne en 2020 et 2022
- Vainqueur de la Coupe d'Allemagne 2020, 2021, 2022, 2023 et 2024
- Finaliste en Ligue des champions féminine de l'UEFA: 2020

 Manchester United
- Finaliste de la Coupe d'Angleterre en 2025

### International
Pays-Bas U19
- Vainqueur du championnat d'Europe des moins de 19 ans en 2014

Pays-Bas
- Vainqueur du championnat d'Europe en 2017
- Vainqueur de la Coupe de l'Algarve en 2018[18]